# Stokesby with Herringby
Stokesby with Herringby es una parroquia civil del distrito de Great Yarmouth, en el condado de Norfolk (Inglaterra).

## Demografía
Según el censo de 2001, Stokesby with Herringby tenía 293 habitantes (152 varones y 141 mujeres). 59 de ellos (20,14%) eran menores de 16 años, 212 (72,35%) tenían entre 16 y 74, y 22 (7,51%) eran mayores de 74. La media de edad era de 40,96 años. De los 234 habitantes de 16 o más años, 70 (29,91%) estaban solteros, 125 (53,42%) casados, y 39 (16,67%) divorciados o viudos. 147 habitantes eran económicamente activos, 133 de ellos (90,48%) empleados y 14 (9,52%) desempleados. Había 6 hogares sin ocupar, 116 con residentes y 4 eran alojamientos vacacionales o segundas residencias.
| 194                         | 248 | 294 | 324 | 366 | 433 | - | - | 333 | 370 | 331 | 351 | 311 | 297 | - | 366 | 333 |
| (Fuente: Vision of Britain) |     |     |     |     |     |   |   |     |     |     |     |     |     |   |     |     |